# Colom verdós becgròs
El colom verdós becgròs (Treron curvirostra) és una espècie d'ocell de la família dels colúmbids (Columbidae) que habita els boscos del Sud-est Asiàtic i l'Arxipèlag Malai, des de Nepal i nord-est de l'Índia cap a l'est, per Bangladesh, sud de la Xina, Hainan, Myanmar i Indoxina fins a Sumatra, Borneo, Palawan, algunes de les Filipines més occidentals i altres petites illes.